# Mortierella wuyishanensis
Mortierella wuyishanensis är en svampart som beskrevs av F.J. Chen 1992. Mortierella wuyishanensis ingår i släktet Mortierella och familjen Mortierellaceae.   Inga underarter finns listade i Catalogue of Life.